# Szentélykörüljáró

Szentélykörüljáró (piros)

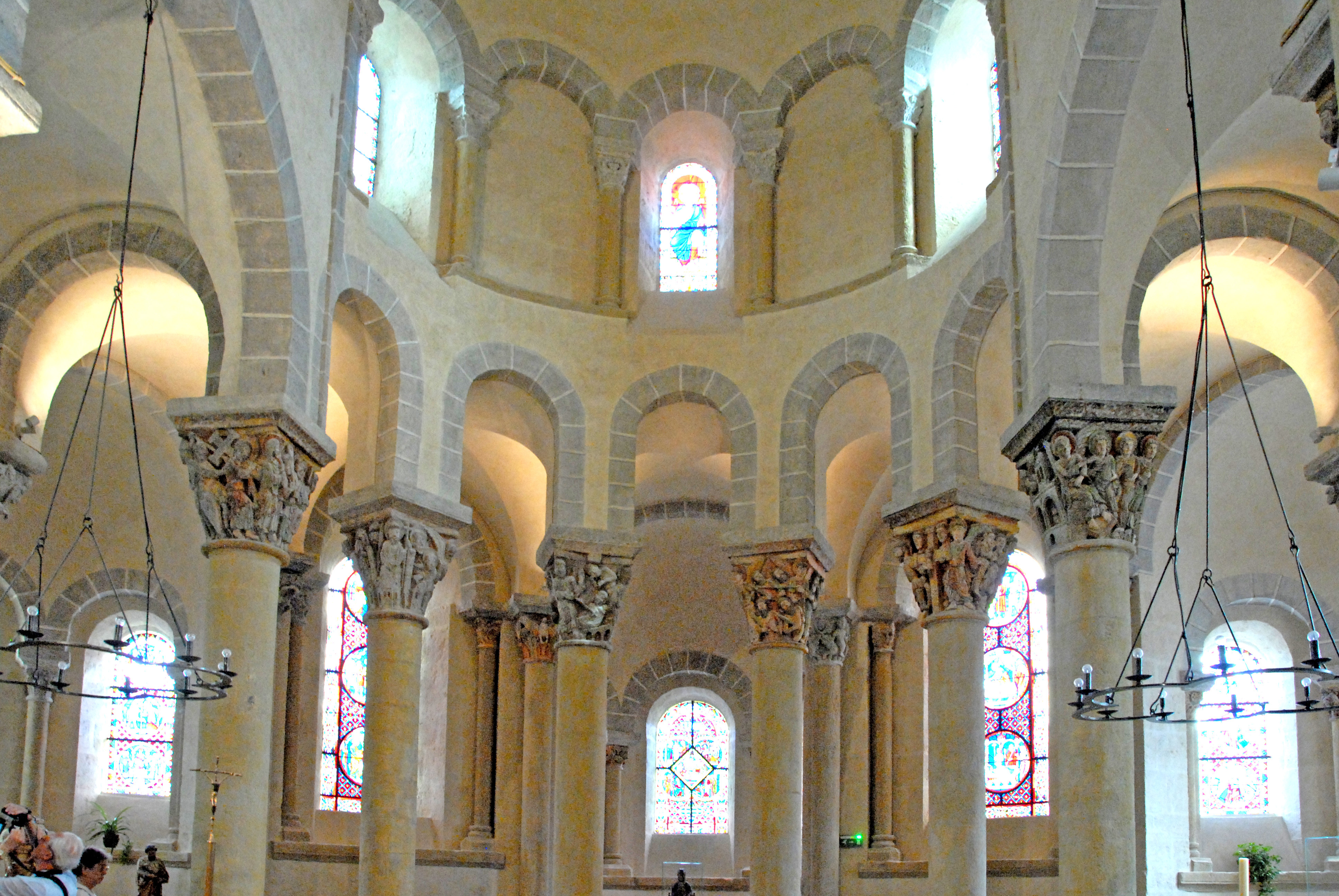
Szent-Nectaire templom (Puy-de-Dôme) apszis és körüljáró

A szentélykörüljáró (latin szóval deambulatórium; az ambulare = 'menni' szóból) a nyugati kereszténység hagyományos templomépületeinél az az épületrész, amely a oldalhajók meghosszabbításaként átfogja a szentélyt. (Amennyiben kereszthajó van, azon túlmenően). A körüljáró az apszist és szentélyt megkerülő galéria, többnyire pilléreken nyugvó karcsú boltívekkel. A szentélykörüljáró többnyire zarándoktemplomok esetében volt kedvelt építészeti megoldás, de többfülkés rendszerét az áldozópapság mindennapi misézőhelyeként egyes szerzetesrendek is kedvelték (oldalszentélyek, szentélykoszorú).